# Таллес Бренер де Паула
Та́лес Бре́нер де Па́ула (порт.-браз. Talles Brener de Paula; род. 12 мая 1998, Дивинополис) — бразильский футболист, полузащитник львовского «Руха», выступающий на правах аренды за клуб «Касима Антлерс».

## Биография
Родился в городе Дивинополис в бразильском штате Минас-Жерайс. Футбольный путь начал в клубе «Интернарсьонал Лимейра», за юношескую (U-19) команду которого выступал до завершения сезона 2014/15 годов. Следующий сезон провел во «Флуминенсе» U-19, по завершении которого переведен в молодежную команду вышеуказанного клуба. За молодежку «Флуминенсе» сыграл 2 матча в молодежном кубке Сан-Паулу и 9 поединков (1 гол) в кубке Паулисты.
С 2017 по 2019 год выступал за «Мирасол» и «Нороэсте» в Лиге Паулиста. 1 января 2020 присоединился к «Вила-Нова (Гояния)». Дебютировал за новую команду в Серии C (третий дивизион чемпионата Бразилии) 9 августа 2020 в ничейном (1:1) выездном поединке 1-го тура против «Манауса». Таллес вышел на поле в стартовом составе, а на 66-й минуте его заменил Гилсиньо. Дебютным голом в чемпионате Бразилии отметился 27 октября 2020 на 4-й минуте победного (3:0) домашнего поединка 12-го тура против «Ферроварио». Бренер вышел на поле в стартовом составе, а на 75-й минуте его заменил Франки. 23 января 2021 года в решающем матче плей-офф за чемпионство отметился 2-мя голами в победном (5:1) поединке против «Ремо», благодаря чему «Вила-Новая» выиграла Серию C и повысилась в классе.
По завершении сезона 2020 года было несколько предложений от бразильских клубов, но решил попробовать свои силы в Европе. 5 февраля 2021 свободным агентом перешел в донецкий «Олимпик», с которым подписал 3,5-летний контракт. Получил футболку с 30-м игровым номером. В футболке донецкого клуба дебютировал 13 февраля 2021 в проигранном (1:3) выездном поединке 14-го тура Премьер-лиги против киевского «Динамо». Де Паула вышел на поле на 84-й минуте, заменив Евгения Пасича.